# Caloptilia viridula
Caloptilia viridula là một loài bướm đêm thuộc họ Gracillariidae. Nó được tìm thấy ở Colombia.